# Яроцинский фестиваль
Яроцинский фестиваль — один из крупнейших и наиболее важных фестивалей рок-музыки в Европе 1980-х годов, и крупнейший фестиваль альтернативной музыки в странах Варшавского договора.
Основанный в 1980 году, фестиваль был основан на более раннем Wielkopolskie Rytmy Młodych, который проводился в Яроцине с 1971 года. В 1980 году по инициативе Вальтера Хелстовского его название было изменено на Ogólnopolski Przegląd Muzyki Młodej Generacji w Jarocinie («Всепольское обозрение музыки молодого поколения в Яроцине»), и впоследствии на него были приглашены музыканты и группы со всей страны. Затем название было снова изменено, на Festiwal Muzyków Rockowych («Фестиваль рок-музыкантов»).
Фестиваль Яроцина по своей организации и атмосфере основывался на знаменитом американском фестивале Вудсток, поэтому его иногда называют польским Вудстоком. В 1980-х годах это считалось бегством от серой, бедной реальности Польской Народной Республики позднего периода. Он длился 3 дня, и обычно проводился в начале августа. Фестиваль привлек тысячи поклонников (например, в 1986 году их было более 30 000), которые жили в палатках и приходили послушать музыку, которую иначе почти (или никогда) не звучали на польском радио или телевидении. Тем не менее, многие считают, что Яроцин был задуман спецслужбами тоталитарного правительства, чтобы создать «безопасный выход» для беспокойной польской молодежи.
На протяжении фестиваля звучала самая разная музыка, но в основном исполнялись «альтернативные» жанры — блюз, рок, хэви-метал, панк-рок и регги. Группы выступали на двух сценах, большая из которых располагалась на местном футбольном поле. Многие фанаты приносили с собой кассетные плееры для записи музыки. Это был один из немногих шансов записать и распространить на кассетах музыку, которая не появлялась на официальных СМИ. В Яроцин приезжали рок-фанаты из ГДР, Чехословакии, Венгрии, Украины и Советского Союза.
Фестиваль потерял свою популярность в начале 1990-х, после распада Восточного блока и, как следствие, облегчения доступа к альтернативной музыке. Новое поколение посетителей фестиваля также было более агрессивным, и в 1994 году после беспорядков и столкновений с полицией фестиваль был приостановлен. Он снова возобновился в 2005 году.
Среди самых популярных групп, которые играли или дебютировали в Яроцине, можно выделить:
- Koniec Świata
- New Model Army
- Therapy?
- Misfits
- Feeling B

Фестиваль сыграл важную роль на заре польской панк-сцены: Nocne Szczury, одна из первых панк-групп в Польше, стала первой панк-рок-группой, выступившей там в 1980 году.
В 2021 году прошла выставка «Яроцин. Станция Свобода!», посвящённая годовщине фестиваля.